# Gunter Kappert
Gunter Kappert (* 27. Dezember 1927 in Stettin; † 4. Juli 2022 in Wiesmoor) war ein Raumplaner, Planer staatlicher Aufgaben und Staatssekretär der Niedersächsischen Landesregierung.

## Leben
Von Ostern 1934 an ging Kappert in Stettin zur Schule. Vom August 1943 an war er Luftwaffenhelfer und ab Juli 1944 beim Reichsarbeitsdienst als Lagermannschaftsführer. Im November 1944 wurde Kappert zur Wehrmacht als Kanonier bei der Fallschirmartillerie eingezogen und leistete Kriegsdienst in Italien. Dort geriet er in Gefangenschaft, zunächst in Italien, dann in Großbritannien. Ende 1946 wurde er zu Verwandten nach Goslar entlassen. Nach einem Abiturlehrgang 1951 konnte er an der TU Braunschweig von 1952 an Bauingenieurwesen studieren. Das Studium schloss er 1957 mit dem Diplom ab. Nach kurzer Tätigkeit an seiner Hochschule war er 1958 bis 1964 als Planer im Stadtplanungsamt der Stadt Braunschweig tätig. Dem folgte eine vierjährige Berufstätigkeit bis 1968 mit der Aufgabe „Regionalplanung“ im Verband Großraum Hannover als Verbandsoberbaurat. Danach war er bis 1971 im Niedersächsischen Ministerium des Innern im Referat „Raumordnung und Landesplanung“ tätig, zuletzt als Ministerialrat. Auf einen Ruf des Niedersächsischen Ministerpräsidenten Alfred Kubel wechselte in die Niedersächsische Staatskanzlei und wurde dort Leiter des Planungsstabes. In diesem wurde die Aufgabenplanung des Landes Niedersachsen und die Mittelfristige Finanzplanung entwickelt. Insbesondere gestaltete diese Abteilung federführend das „Landesentwicklungsprogramm Niedersachsen 1985“, das 1973 von der Landesregierung beschlossen wurde. Auch nach dem Wechsel des Ministerpräsidenten auf Grund der überraschenden Wahl von Ernst Albrecht Anfang 1976 konnte Kappert in der Staatskanzlei seine Aufgabe als „Planungschef“ fortführen. Er war als Ministerialdirigent während der Ministerpräsidentschaft von Ernst Albrecht Leiter einer von nur zwei Abteilungen in der Staatskanzlei.
An den methodologischen Diskussionen der staatlichen Raum- und Aufgabenplanung beteiligte sich Kappert mit Veröffentlichungen, Teilnahme an Veranstaltungen und in der universitären Lehre im Fachbereich Landespflege und Raumplanung an der Universität Hannover. 1984 wurde er auf Vorschlag dieser Hochschule vom niedersächsischen Wissenschaftsministerium zum Honorarprofessor ernannt.
Nach der Landtagswahl in Niedersachsen 1990 ernannte die Niedersächsische Landesregierung Kappert im Sommer 1990 zum Staatssekretär des Niedersächsischen Ministeriums für Wirtschaft, Technologie und Verkehr. Der Bundesrat berief Kappert im Oktober 1990 in den Verwaltungsrat der Deutschen Bundesbahn. Er war auch Mitglied des Aufsichtsrats der Flughafen Hannover-Langenhagen GmbH.
Nach der Vergabe der Weltausstellung Expo 2000 nach Hannover ebenfalls im Sommer 1990 nahm der Planungsstab die damit verbundenen Planungsaufgaben wahr. Die mit dem Verkehr zusammenhängenden Problemlösungen lagen in Kapperts Ministerium.
Im Jahr 1991 verabschiedete der Niedersächsische Wirtschaftsminister Peter Fischer Kappert in den Ruhestand. Er blieb bis zu seinem 67. Lebensjahr 1995 Verkehrsbeauftragter der Landesregierung für die EXPO 2000.
Kappert war mehrere Jahrzehnte in der SPD aktiv.